# أسطفان موسوروس باشا
أسطفان موسوروس باشا هو سياسي عثماني شغل منصب والي في الدولة العثمانية.

## مناصبه
تولى المناصب التالية:
- أمير ساموس (يوليو 1896–1899)